# Mehano
Mehano (ou IHC aux États-Unis) est une marque slovène de modélisme ferroviaire fondée en 1952 sous le nom Mehanotehnika. Après avoir déposé le bilan en 2009, elle relance ses activités en mettant fin à la production en Slovénie. En 2010, Mehano délocalise sa production en Chine.

## Histoire
Ancien sous-traitant de la marque française Jouef, elle produit surtout du matériel à l'échelle H0.

## Produits
La firme slovène produit plusieurs modèles réduits de train à l'échelle H0 (1:87), notamment des coffrets de train à grande vitesse, voici les modèles concernés :
- TGV Duplex
- TGV INOUI
- OUIGO
- TGV Réseau livrée Carmillon
- TGV POS Livrée Lacroix
- Thalys PBKA
- AVE S-100
- ICE 3
- Train de fret Américain
- Coffret de locomotive à vapeur spécial montagne

Ces modèles fonctionnent en analogique et comportent chacun quatre éléments ainsi que des rails et un transformateur.
Mehano a aussi une gamme s'intitulant Mehano Hobby. On peut y trouver beaucoup plus de trains et une grande part de ces modèles sont numérisés.
Et il est aussi possible d'acheter d'autres accessoires, comme des ponts, des packs de complément de rails, des petits jouets et trains pour les plus jeunes...